# Castel del Monte rosso riserva
Il  Castel del Monte Rosso riserva è un vino rosso a Denominazione di Origine Controllata e Garantita (DOCG) prodotto nei comuni di Minervino Murge, Andria, Trani in provincia di Barletta-Andria-Trani ed i comuni di Corato, Ruvo di Puglia, Terlizzi, Palo del Colle, Toritto, Bitonto, Binetto nella città metropolitana di Bari

## Vitigni con cui è consentito produrlo
- Nero di Troia (detto anche Uva di Troia) minimo 65%.
- Altri vitigni a bacca nera non aromatici, idonei alla coltivazione nella regione Puglia per la zona di produzione omogenea "Murgia Centrale" nella misura massima del 35%

## Tecniche di produzione
Per i nuovi impianti e i reimpianti la densità non può essere inferiore a 4 000 ceppi/ha allevati ad alberello o controspalliera.
È vietata ogni pratica di forzatura.
È consentita l'irrigazione di soccorso.
Richiede un invecchiamento minimo di due anni (dal 1º novembre dell'anno di produzione delle uve) di cui almeno uno in legno.
Tutte le operazioni di vinificazione, invecchiamento e imbottigliamento, debbono essere effettuate nella zona DOCG.

## Caratteristiche organolettiche
- colore dal rosso rubino al rosso granato con l'invecchiamento;
- odore: caratteristico, delicato;
- sapore: di corpo, armonico;
- zucchero riduttore residuo: non superiore a 10,0 g/l.

## Informazioni sulla zona geografica
La Puglia si colloca nella "regione climatica adriatica centro-meridionale" posta sul versante orientale della penisola italiana. Questa regione climatica è costituita dalla fascia litoranea e da quella sub-appenninica affacciate sul mare Adriatico e sul golfo di Taranto. La regione climatica deve il suo carattere unitario alla protezione attuata dalla catena appenninica nei riguardi dei venti occidentali e ad un carattere di continentalità conferito, in inverno, dai venti freddi e umidi provenienti da Est. Verso Sud, oltrepassato il Gargano, l'Appennino scende di quota e il clima diviene sempre più marittimo e mediterraneo.
La parte centrale della Puglia è attraversata dall'altopiano delle Murge. Il termine Murgia deriva, notoriamente, da "mureX', pietra aguzza formata prevalentemente da rocce calcaree. L'altopiano delle Murge attraversa le province di Bari, Brindisi e di Taranto. Nel suo insieme, esso è delimitato da due importanti "discontinuità tettoniche": una a Nord Ovest, verso il Tavoliere delle Puglie, l'altra a Sud Ovest, verso l'avanfossa bradanica. Nella porzione Nord Occidentale si collocano le quote più elevate: Monte Caccia, 680 m s.l.m. e Torre Disperata 686 m s.l.m.; nelle Murge Sud Orientali l'altitudine non supera 500 metri (MAF, 1976). La superficie dell'altopiano murgiano è caratterizzata da dossi e depressioni di origine prevalentemente di origine carsica, con tratti pianeggianti costituiti da superfici spianate.
L'emersione della piattaforma murgiana viene ricondotta al Cretaceo. La sua ossatura è composta da calcari dolomitici e dolomie, ben stratificati, spessi da qualche centimetro ("chiancarelle") a pochi metri. Queste rocce sono generalmente compatte e consistenti tranne che in alcune zone ove appaiono "vacuolari e brecciate". Spesso le rocce si presentano fratturate e mostrano vario livello di "carsificazione" (Reina e Buttiglione, 2002). La struttura fratturata e carsica rende ragione dell'assenza di acque superficiali. I solchi erosivi più importanti vengono indicati come "lame" e si estendono sino al mare Adriatico.
L'area "Castel del Monte", trae l'appellativo dal famoso castello federiciano oggi patrimonio dell'UNESCO.
Si colloca nella porzione Nord Occidentale del bacino viticolo omogeneo "Murgia Centrale", uno dei tre "bacini viticoli omogenei" individuati dalla Regione Puglia (delibera del 4 settembre 2003 n. 1371), e corrispondente alla provincia di Bari (BURP, 2003).
L'area della nuova DOC "Castel del Monte" è parzialmente inclusa nel Parco Naturale dell'Alta Murgia.
La litologia dell'area è costituita dai calcari compatti dell'unità generale del calcare cretaceo di Bari e di Altamura. Nelle zone interne sono comunque presenti depositi alluvionali dell'olocene e, lungo la scarpata sud-occidentale, depositi plio-pleistocenici.
La più diffusa tipologia di suolo presenta modesta profondità ed elevate pietrosità e rocciosità. Questo tipo di suolo, in casi estremi, può anche non risultare idoneo alla messa a coltura. Il clima è tipicamente sub-mediterraneo. La temperatura media annua varia tra circa 17,5 °C ad Andria (località più bassa e vicina al mare) e 14,4 °C nelle zone più alte e distanti dal mare. Le temperature più fredde si verificano in gennaio, con valore medio di circa 7 °C; le punte minime sono spesso inferiori a 0 °C. Le temperature più calde si verificano in agosto o in anche in luglio, con valore medio di circa 25 °C.
La pluviometria media annua è di circa 560 mm. Le precipitazioni piovose sono concentrate nel periodo autunno-vernino, in particolare nei mesi di novembre e dicembre. Le precipitazioni nevose si verificano generalmente al di sopra di 500 m s.l.m.
Nei mesi estivi, da giugno ad agosto (periodo arido), le precipitazioni piovose sono di circa 100 mm. L'indice di aridità di De Martonne (P/T+10) per dell'Alta Murgia è di 24,7: il clima dell'area può quindi essere anche definito "subumido" (valori da 20 a 30). I venti provengono generalmente dai quadranti settentrionali (prevalentemente freddi) o occidentali e meridionali (prevalentemente caldi); denominazioni locali dei venti sono "Serratina" da Nord, freddo e secco accompagnato da gelo; "Favonio" da Sud e Sud-Ovest, caldo e secco (Tedesco, 2002).
La vegetazione potenziale è tipica dell'area sub-mediterranea, con latifoglie eliofile decidue ed in particolare querce termofile. Nell'area si notano segni di trasformazioni paesaggistiche considerate relativamente recenti, come dissodamento dei pascoli, grandi infrastrutture e opere, attività estrattive, ma anche trasformazioni "storiche": dall'osservazione generale e dalle fonti storiche, si evince che, in passato, l'area doveva vedere una consistente presenza di boschi, sebbene le attuali caratteristiche pedo-climatiche non sembrano deporre in tal senso. È tuttavia da considerare che la pratica del disboscamento, ed i fenomeni erosivi connessi, possono aver apportato importanti cambiamenti al suolo, al macroclima e, quindi, alla vegetazione. Grandi alberi sono comunque presenti in vicinanza di manufatti rurali, masserie, lame ecc.

## Storia
La tradizione vitivinicola millenaria della zona è attestata da numerosi documenti di notevole valore
storico (archivi e biblioteche monastiche) e da opere d'arte risalenti al periodo della Magna Grecia (Museo Jatta), sono l'attestazione fondamentale dello stretto legame esistente tra i fattori umani e le qualità e le caratteristiche peculiari del vino.
L'uomo, intervenendo sul territorio, ha nel corso dei tempi tramandato le tradizionali tecniche di coltivazione ed enologiche, che nell'epoca moderna, grazie al progresso scientifico e tecnologico sono state notevolmente migliorate ed affinate fino all'ottenimento di vini che al giorno d'oggi godono di notevole fama per le loro qualità particolari sia a livello nazionale che mondiale.
Precedentemente all'attuale disciplinare questo vino è stato riconosciuto DOC con decreto del 19/05/1971 (G.U. 26/07/1971 n. 188), successivamente riconosciuto DOCG con DM 04.10.2011 (GU n. 243 - 18.10.2011) modificata con DM 30.11.2011 (Pubblicato sul sito ufficiale del Mipaaf Sezione Qualità e Sicurezza - Vini DOP e IGP)
Secondo il disciplinare del 04.10.2011 il "Castel del Monte Rosso riserva" risultava un vino ottenuto dalla fermentazione delle seguenti uve:
- Nero di Troia: 65.0% - 100.0%
- Altri vitigni a bacca nera non aromatici, idonei alla coltivazione nella regione Puglia nella misura massima del 10%.

E con le seguenti caratteristiche:
- resa_uva=130 q
- resa_vino=70,0%
- titolo_uva=12,0%
- titolo_vino=12,5%
- estratto_secco=20,0‰
- colore: rosso dal rubino al granato
- odore: vinoso, gradevole, caratteristico
- sapore: asciutto, armonico, giustamente tannico